# Bir-Hakeim (Métro Paris)

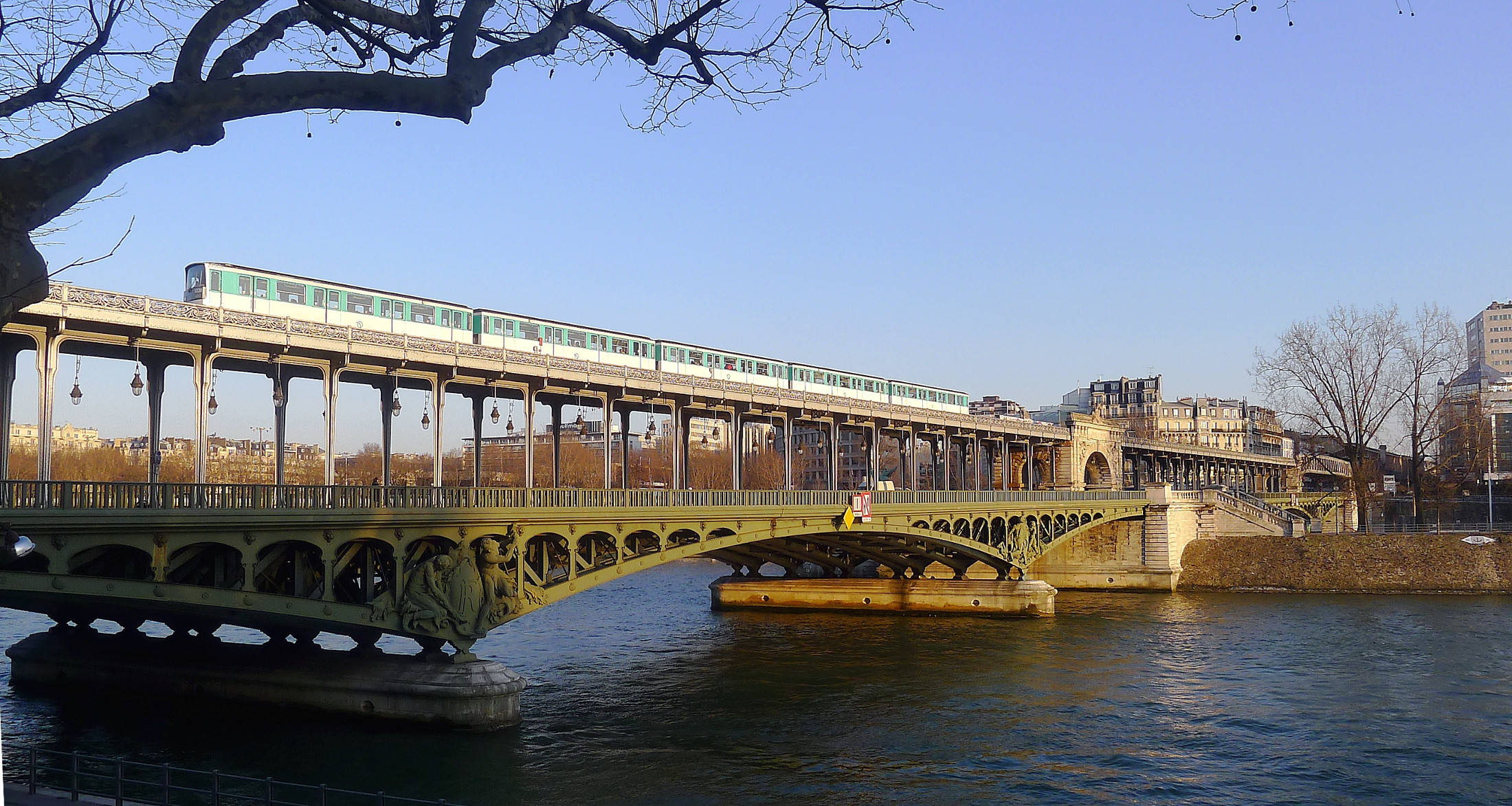
Die namengebende Seinebrücke, im Hintergrund die Station Bir-Hakeim

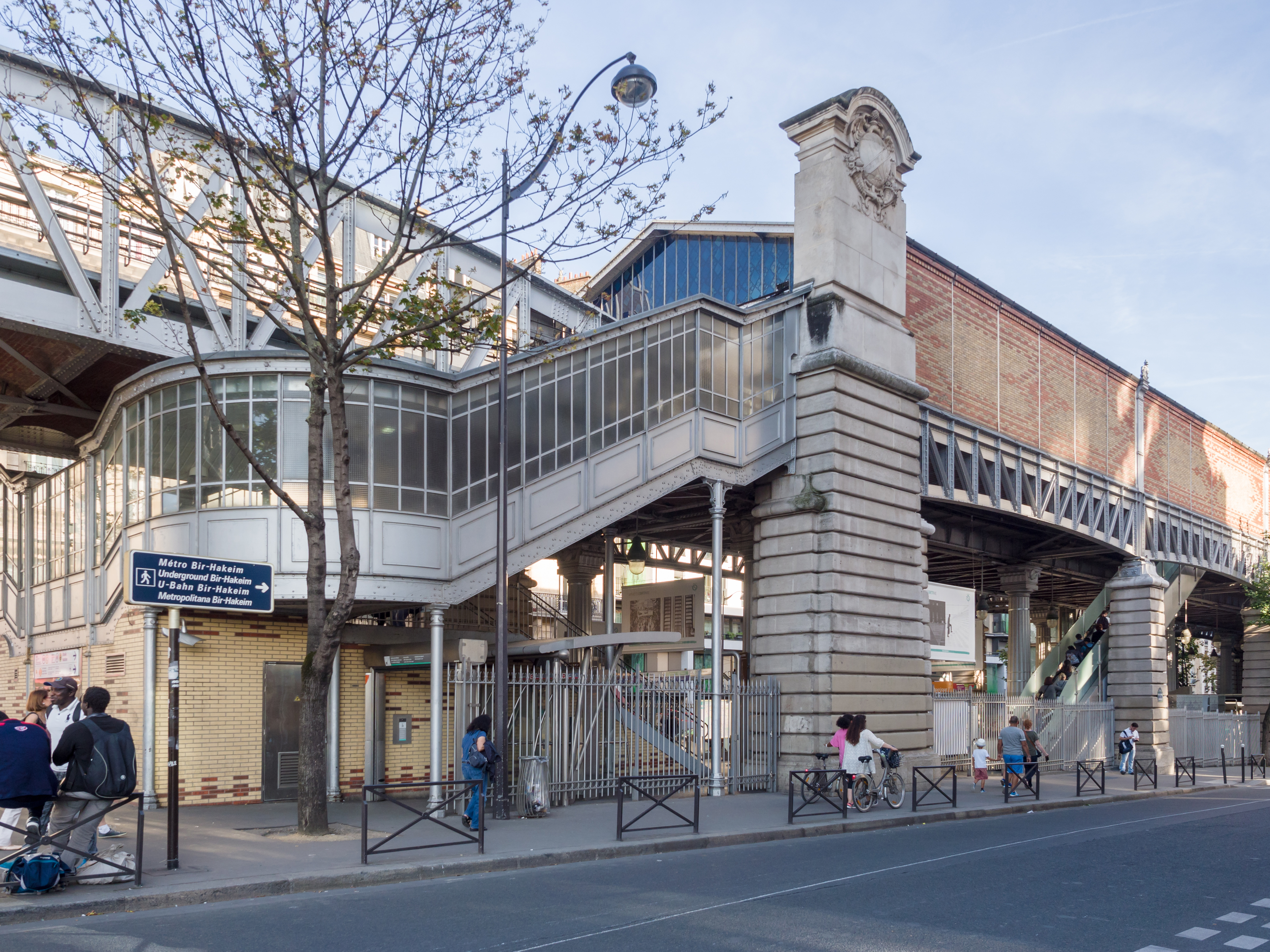
Südwestfassade und nordwestliches Treppenbauwerk

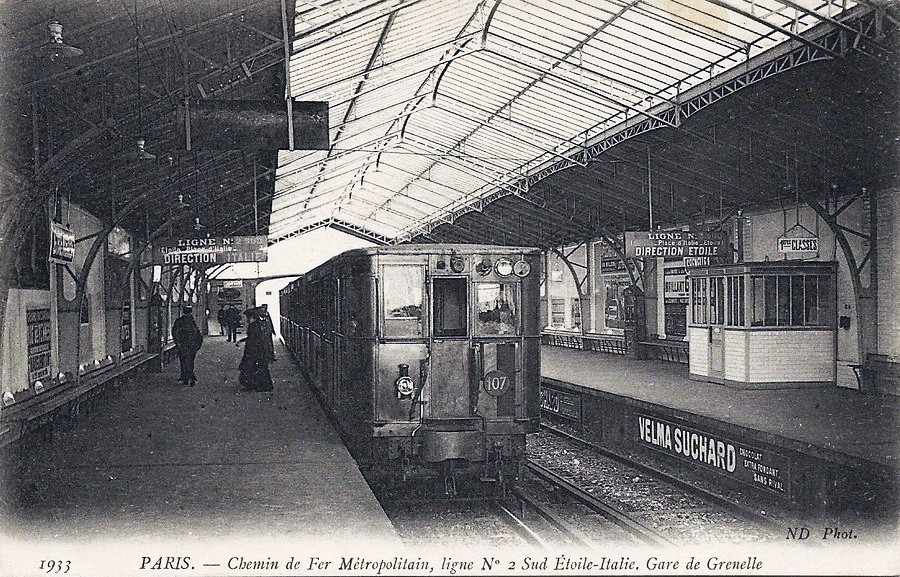
Station Grenelle mit Zug der Bauart Sprague-Thomson, 1933

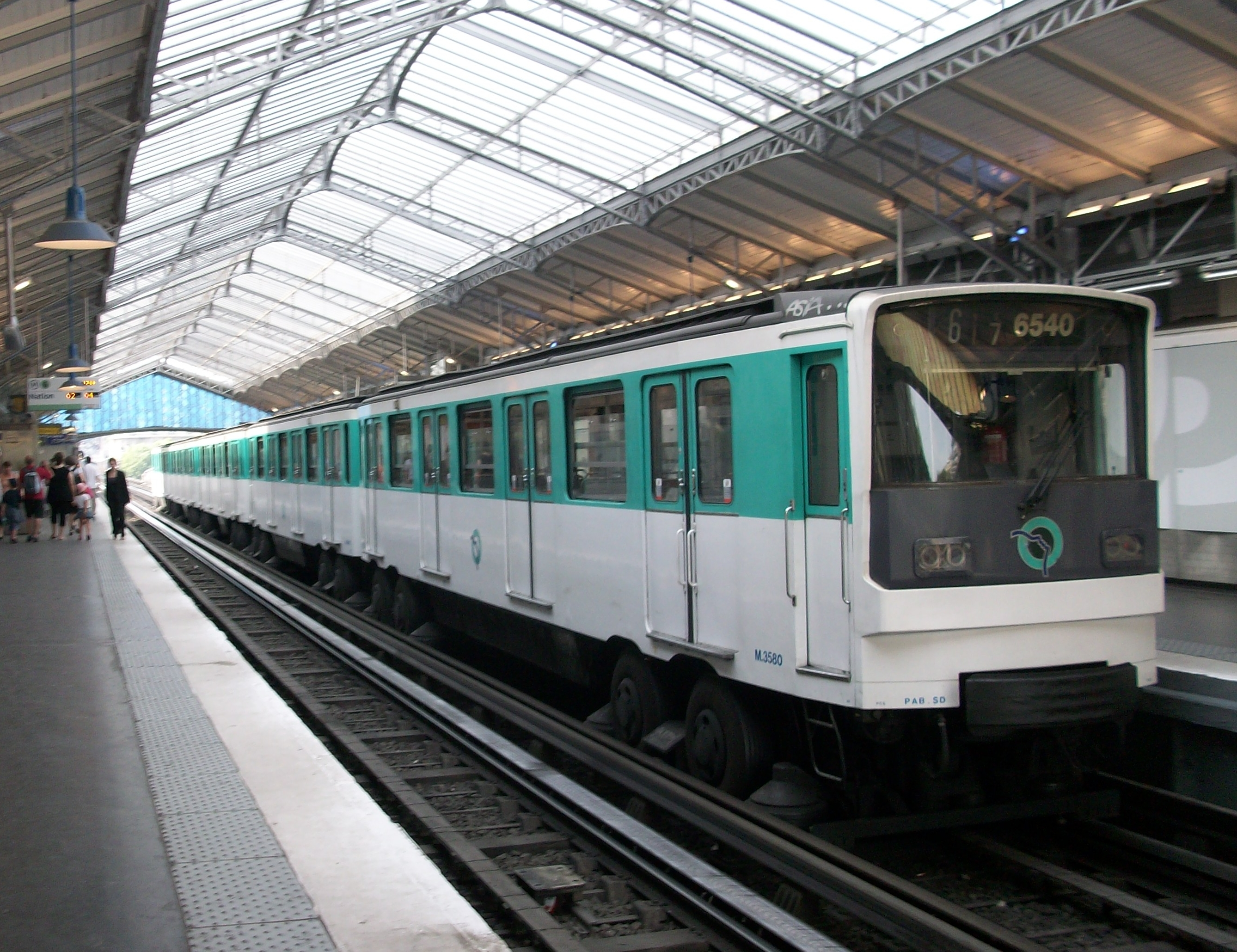
Modernisierter Zug der Baureihe MP 73 in der Station Bir-Hakeim

Die U-Bahn-Station Bir-Hakeim [biʁ akɛm] ist ein Hochbahnhof der Linie 6 der Pariser Métro. Am etwa 400 Meter entfernten Bahnhof Champ de Mars - Tour Eiffel besteht eine Umsteigemöglichkeit zur Linie C des Réseau Express Régional (RER).

## Lage
Die Station befindet sich im Quartier de Grenelle des 15. Arrondissements von Paris. Sie liegt längs über dem Mittelstreifen des Boulevard de Grenelle, unweit des kreuzenden Straßenzugs Quai de Grenelle – Quai Branly.

## Name
Benannt ist die Station nach dem Pont de Bir-Hakeim, einer Brücke, auf der die Metro unmittelbar nördlich der Station die Seine überquert. Diese ist wiederum nach der Schlacht von Bir Hakeim (1942) im Zweiten Weltkrieg benannt, während der eine Brigade freifranzösischer Truppen den Vorstoß der Wehrmacht mehr als zwei Wochen lang aufhielt.
Der ehemalige Name „Grenelle“ geht auf ein gleichnamiges ehemaliges Gut zurück.

## Geschichte
Die Station wurde am 24. April 1906 unter dem Namen „Grenelle“ in Betrieb genommen, als der Abschnitt von Passy bis Place d’Italie eröffnet wurde. Dieser war eine Verlängerung der damaligen Linie 2 Sud. Am 14. Oktober 1907 wurde die bis dahin eigenständige Linie 2 Sud aufgegeben und zum südwestlichen Endabschnitt der Linie 5 (Étoile – Place d’Italie – Gare du Nord). Am 6. Oktober 1942 wurden die Linienverläufe wieder verändert, sodass seitdem die Linie 6 an der Station verkehrt. Die Station erhielt damals den Namen „Quai de Grenelle“, seit dem 18. Juni 1949 hat sie ihren heutigen Namen.

## Beschreibung
Der Aufbau der Station entspricht dem der meisten anderen Bahnhöfe in Hochlage der Linie 6. Sie ist 75 m lang und hat 4,10 m breite Seitenbahnsteige an zwei parallelen Streckengleisen. Zwei Längsträger, die jeweils auf einer Reihe von eisernen Säulen aufliegen, tragen das Gleisbett und die Innenkanten der Bahnsteige. Deren Außenkanten und die Seitenwände ruhen auf zwei weiteren Längsträgern, die von gemauerten Pfeilern gestützt werden. An den vier Ecken der Station ragt je ein Pfeiler aus Gestaltungsgründen über das Dach hinaus. Die Station ist mit einem – in Firstnähe gläsernen – Satteldach versehen, das auch die Gleise überspannt. Die gemauerten Seitenwände zeigen nach außen hin geometrische Ornamente.
An beiden Enden der Station existieren Zugangstreppen, etwa in deren Mitte zudem an jedem Bahnsteig ein Aufzug und eine Rolltreppe.

## Fahrzeuge
Ab ca. 1910 verkehrten auf der Strecke Züge der Bauart Sprague-Thomson. Im Juli 1974 wurde sie auf gummibereifte Fahrzeuge umgestellt, seitdem fährt auf der Linie 6 die Baureihe MP 73. Seit Januar 2023 wird auch die Baureihe MP 89 CC auf der Linie 6 eingesetzt.

## Umgebung
Der Bahnhof ist die zum Eiffelturm nächstgelegene Metrostation.

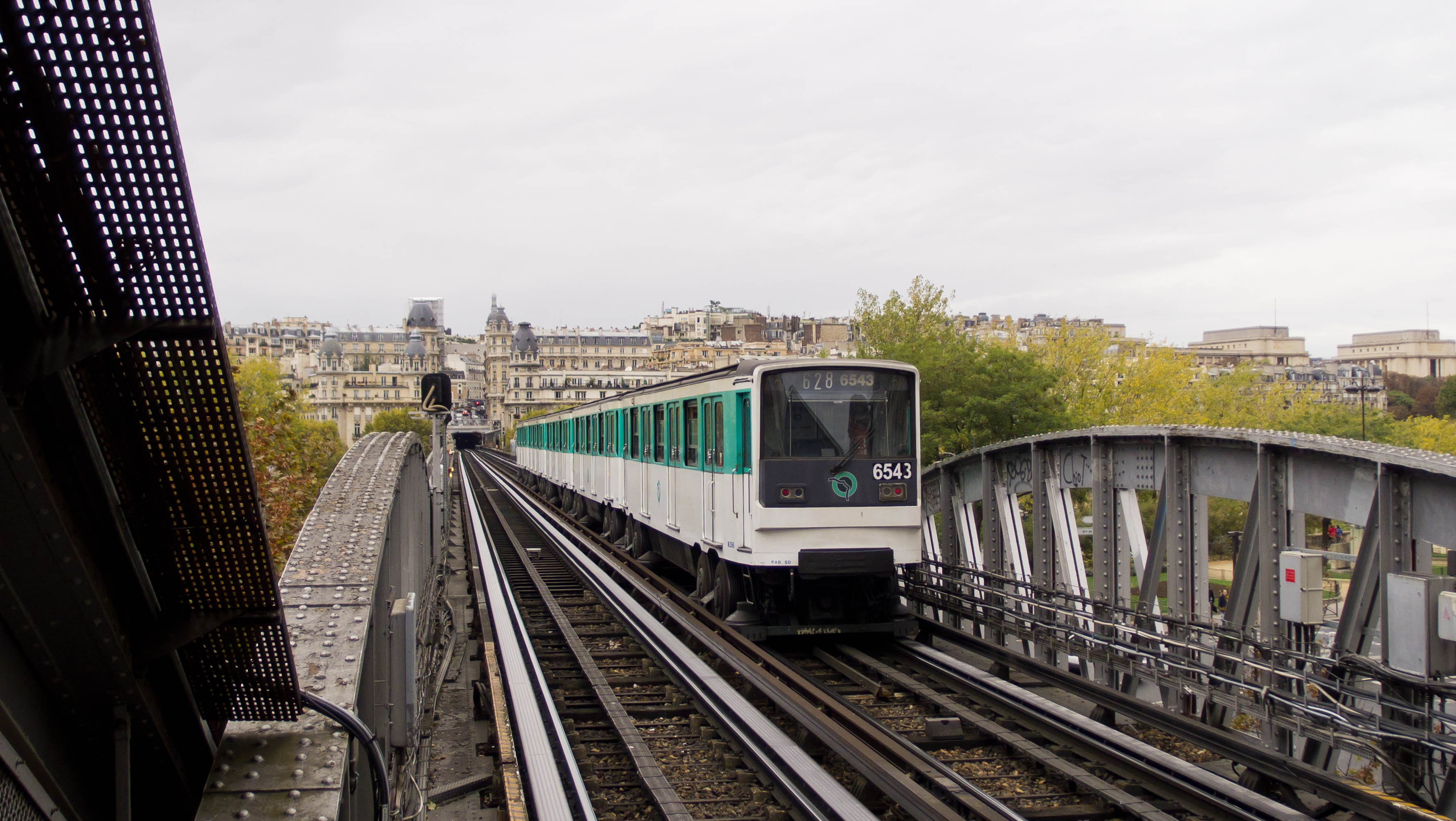
Über den Pont de Bir-Hakeim nach Passy ausfahrender Zug
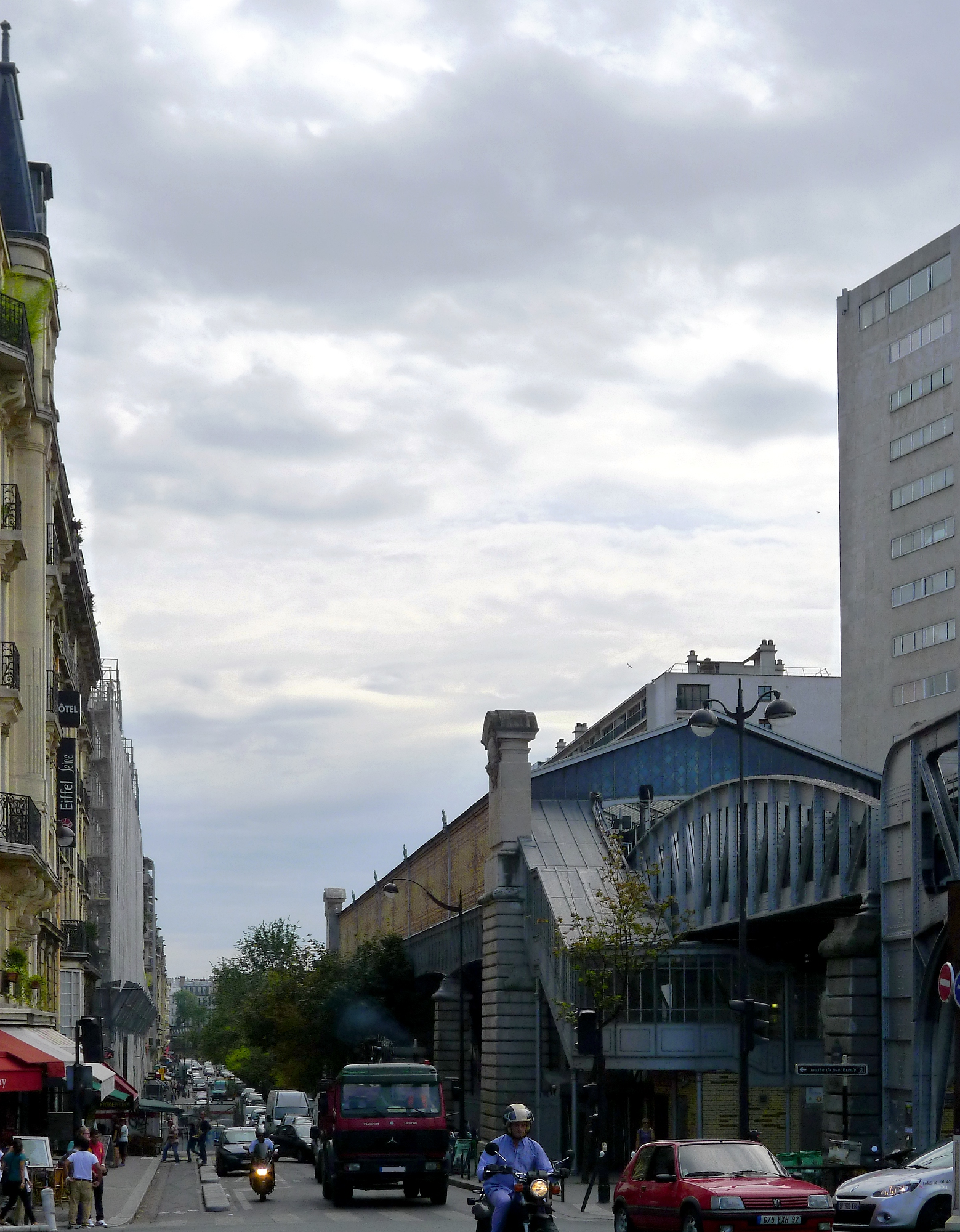
Hochbahnhof Bir-Hakeim über dem Mittelstreifen des Boulevard de Grenelle
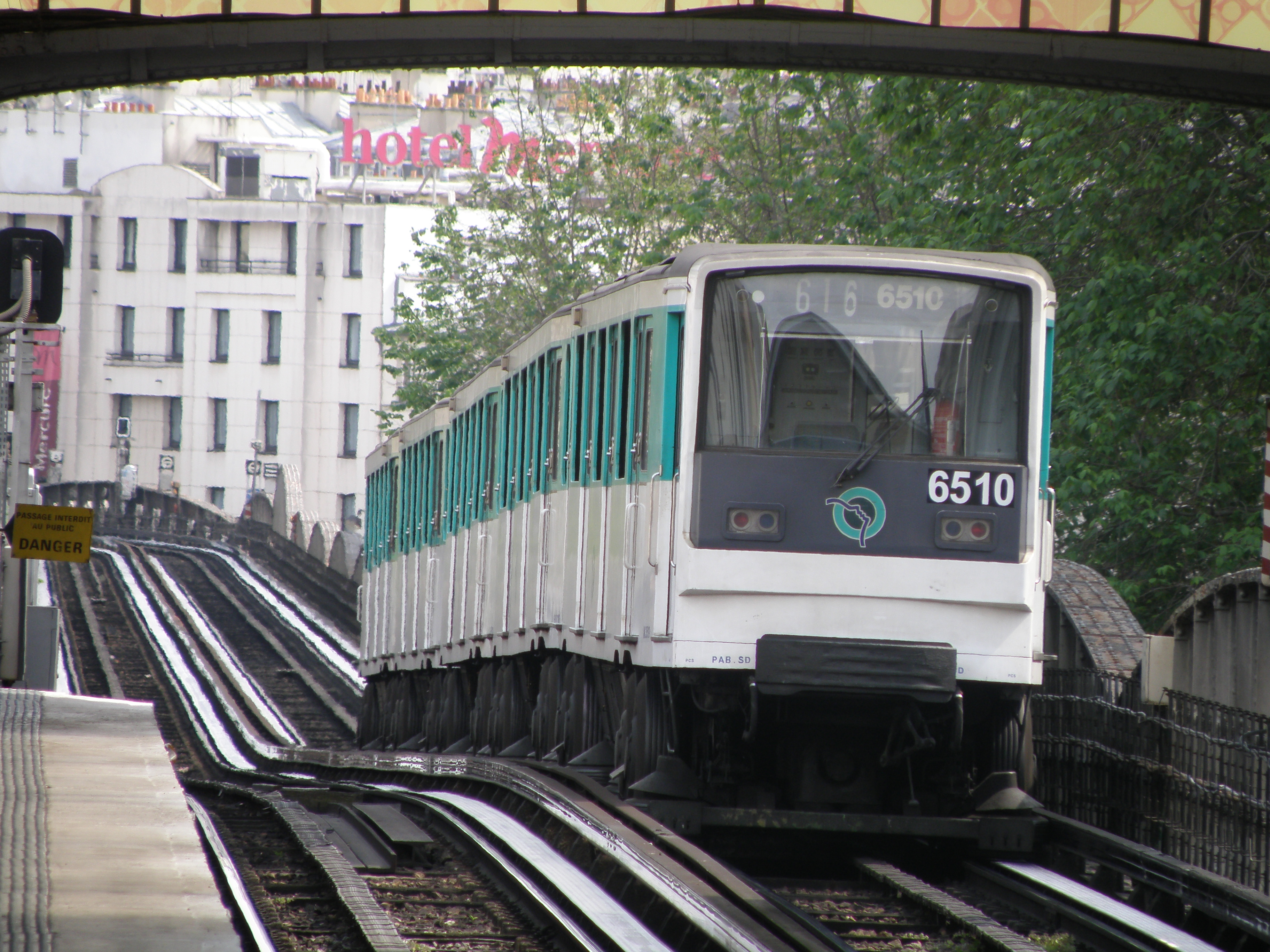
In Richtung Dupleix ausfahrender Zug